# Kutsukake-shuku

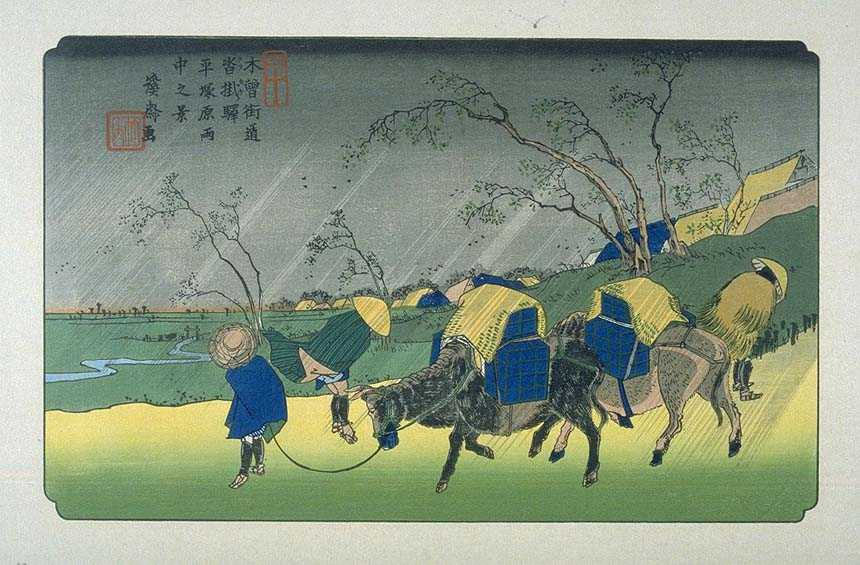
Kutsukake-shuku, estampe de Keisai Eisen de la série Les Soixante-neuf Stations du Kiso Kaidō.

Kutsukake-shuku (沓掛宿, Kutsukake-shuku) était la dix-neuvième des soixante-neuf stations du Nakasendō. Elle est située dans la ville moderne de Karuizawa, dans le district de Kitasaku de la préfecture de Nagano au Japon.

## Histoire
Le nom de cette shukuba, qui signifie approximativement « chaussures coincées », vient de ce que Kutsukake-shukuba se trouve à l'entrée ouest du difficile col d'Usui. Quand le temps était mauvais, il était impossible aux voyageurs et aux animaux de passer. Kutsukake-shuku, avec ses voisines Karuisawa-shuku et Oiwake-shuku, était un des sengenmi shuku (« trois cols creux »).
En 1951, un grand incendie a détruit presque tous les bâtiments historiques qui subsistaient. Un puits et un magasin sont tout ce qui reste de la honjin.

## Stations voisines
Nakasendō
Karuisawa-shuku – Kutsukake-shuku – Oiwake-shuku